# Brimeura amethystina
Brimeura amethystina là một loài thực vật có hoa trong họ Măng tây. Loài này được (L.) Chouard. mô tả khoa học đầu tiên năm 1930.

## Hình ảnh

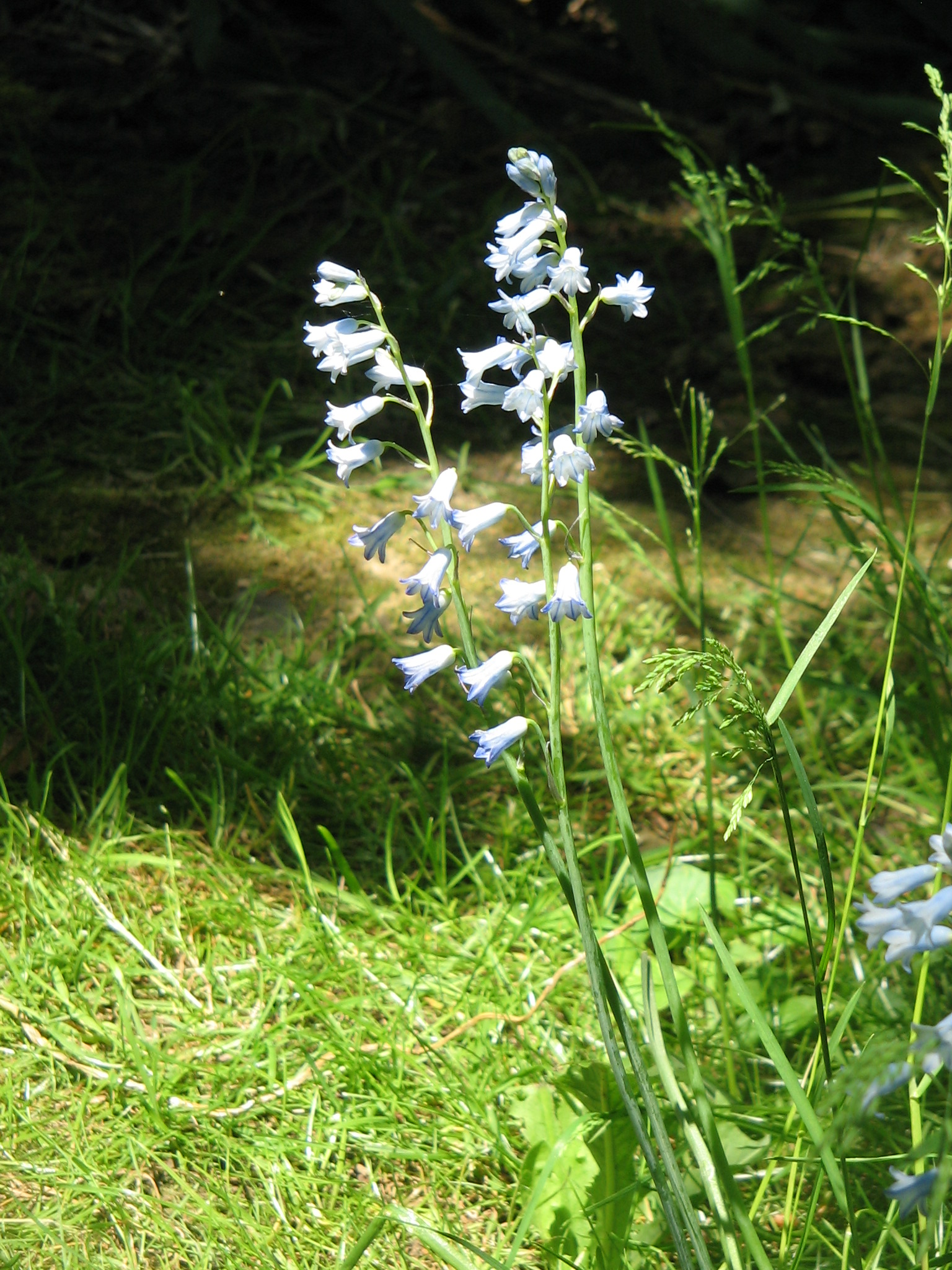
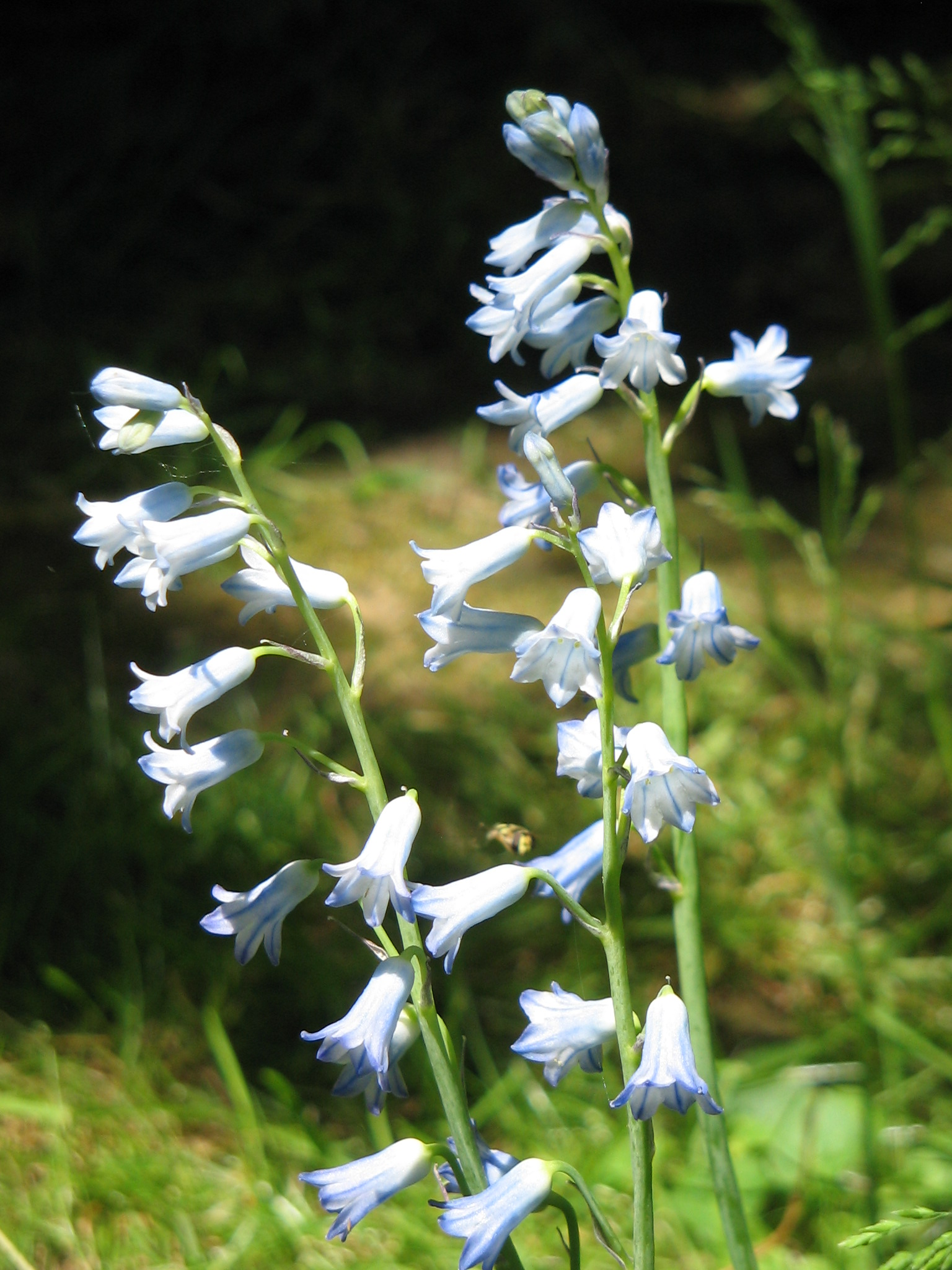
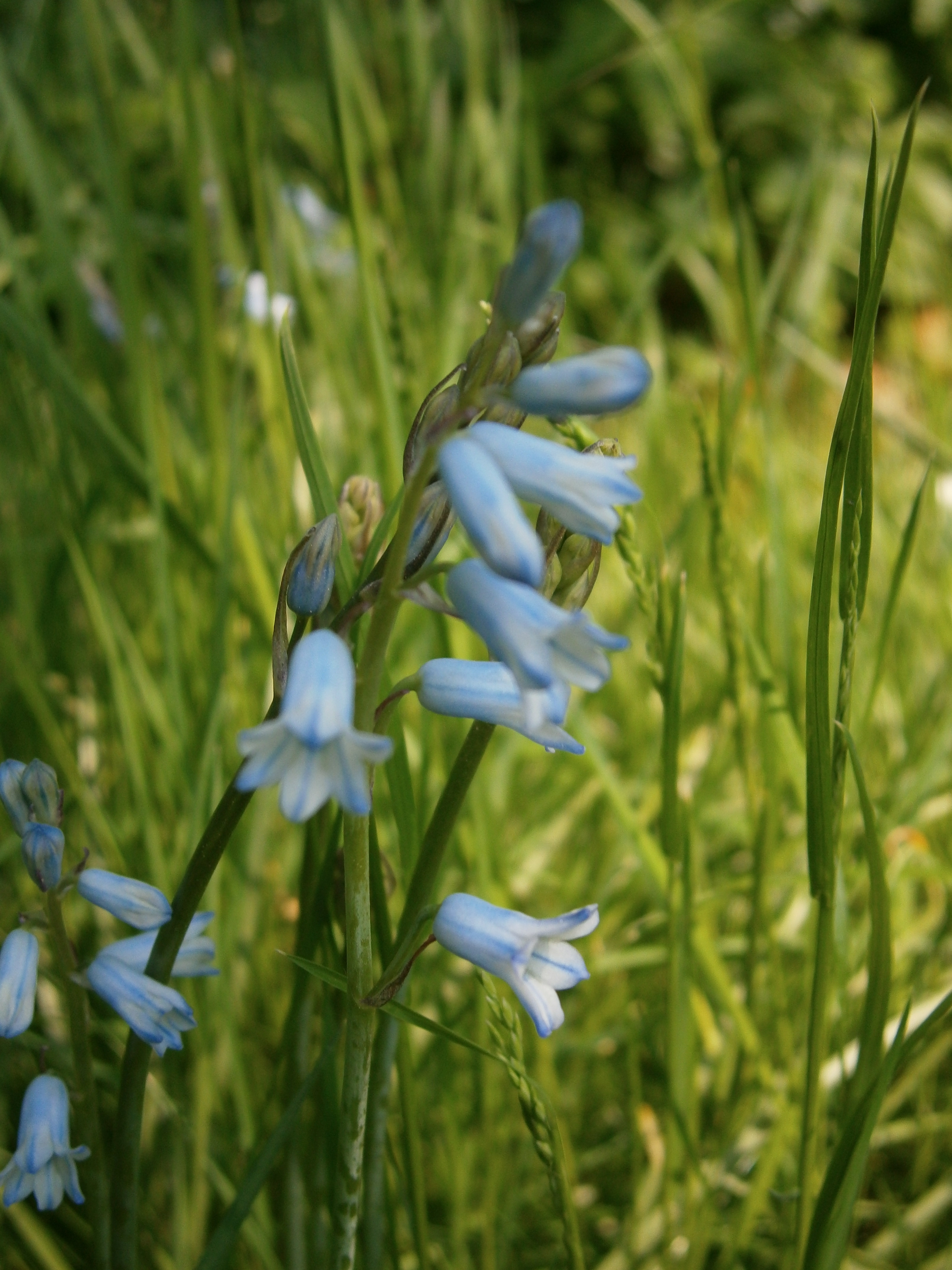
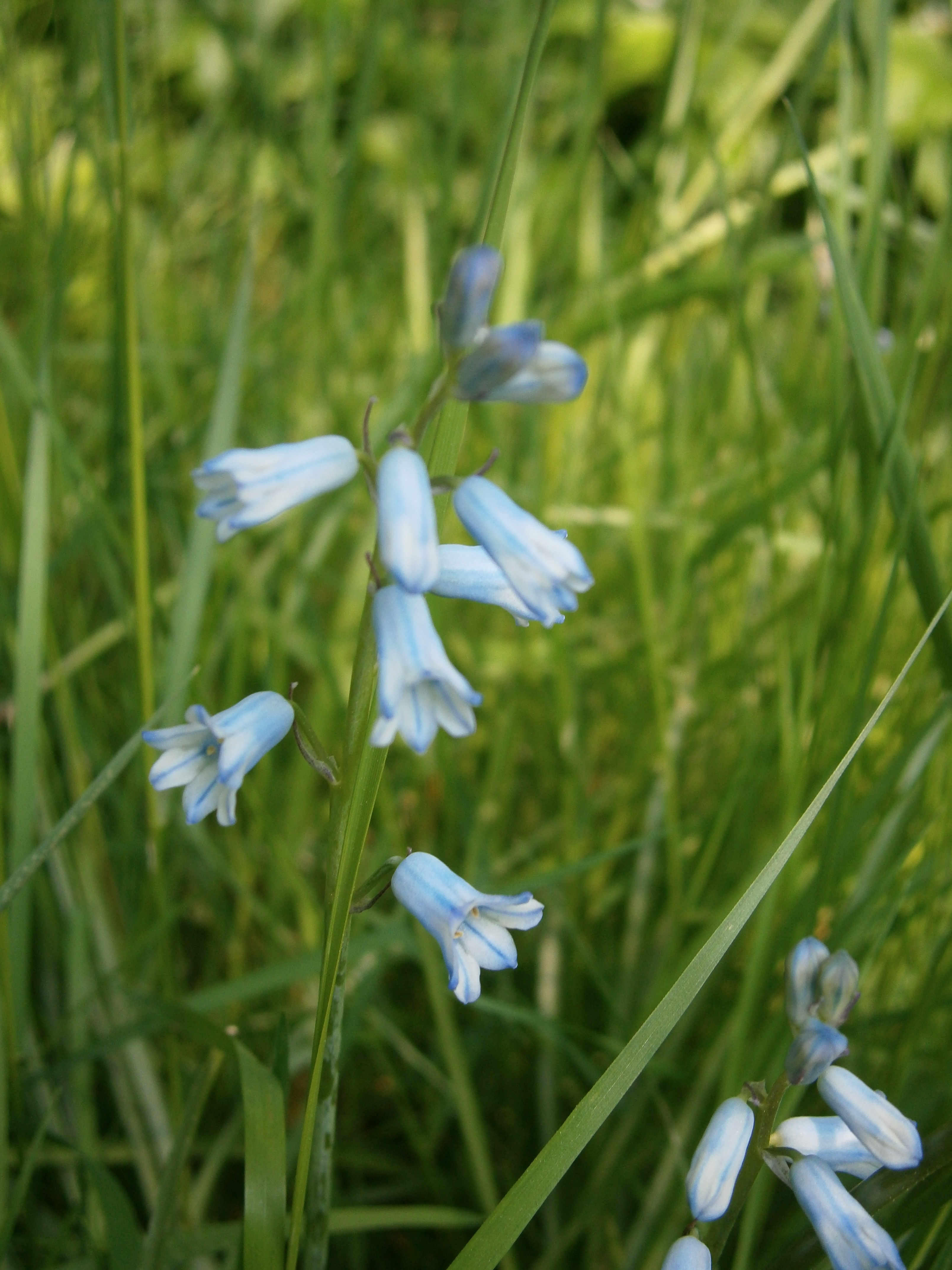